# Neotrachystola maculipennis
Neotrachystola maculipennis är en skalbaggsart som först beskrevs av Leon Fairmaire 1899.  Neotrachystola maculipennis ingår i släktet Neotrachystola och familjen långhorningar. Inga underarter finns listade i Catalogue of Life.